# Giacinta Toso
Giacinta Toso nota, nel tempo, anche come Toso Puzzi, Puzzi Toso  o Maman Puzzi (fl. XIX secolo) è stata un soprano italiana che ebbe una significativa carriera in Inghilterra negli anni 1820 e 1830, prima che la sua salute la costringesse a ritirarsi dal palcoscenico.
Da allora, per oltre mezzo secolo, lei e suo marito gestirono un salone musicale a Londra attraverso il quale molte delle più grandi star musicali dell'epoca fecero il loro ingresso nella vita musicale di quel Paese.

## Biografia
Iniziò la sua carriera con il nome di Giacinta Toso e stava cantando a Torino quando si fidanzò con Giovanni Puzzi. La sua storia è strettamente legata a quella di suo marito, il cornista Giovanni Puzzi. Questi era un italiano che nella prima giovinezza iniziò a suonare la cornetta a pistoni e divenne un bambino prodigio. Fu portato a Parigi, dove suonò in un'orchestra, e fu ascoltato e ammirato da Napoleone Bonaparte, che ne fece uno dei suoi preferiti, e lo invitò a suonare e a cenare al suo tavolo. Il duca di Wellington lo ascoltò nel 1815 e lo invitò a Londra, ad Apsley House, e il Puzzi vi si recò l'anno successivo. Ricevette anche il patrocinio di Louis Philippe. Oltre alle sue ammirevoli capacità, ottenne il riconoscimento speciale come giudice, il più affidabile, delle capacità dei giovani cantanti che iniziavano la carriera, e per la sua grande abilità negli arrangiamenti musicali per l'opera italiana.
Il Puzzi fu mandato a Firenze per ascoltare la signorina Adelaide Tosi, di cui si era parlato favorevolmente in Inghilterra, la sentì e ne rimase deluso. Ma venne inviato a Torino per ascoltare la signorina Toso, e scoprì che era dotata di una grande bellezza, uno "stile naturale ma appassionato, un metodo vocale puro e una vocalizzazione brillante", e "una voce di mezzosoprano fine, chiara, fresca e melodiosa di notevole potenza". Quindi si fidanzò con lei e giunsero a Londra nel febbraio 1827, dove presto la Toso prese il posto della signora Rosalbina Caradori-Allen. Lord Mount Edgcumbe descrisse la sua voce come "le sue note sono alte chiare e piene e quelle basse hanno la ricchezza di un mezzosoprano". Puzzi fu così preso di lei che presto la sposò.
A seguito del suo intervento, la Didone abbandonata di Mercadante (del 1823) fu eseguita con la Toso nel ruolo di Enea al fianco di Giuditta Pasta nel ruolo di Didone. John Waldie la vide nell'opera Ricciardo e pensò che fosse "imbarazzante e urlante, senza coltivazione o scienza, anche se potente, giovane e molto alta". Nello stesso anno creò il ruolo della regina Maria Stuarda nell'opera omonima di Carlo Coccia, al fianco di Giuditta Pasta, al teatro di Sua Maestà a Londra. I Puzzi apparvero nella vita musicale in varie parti della Gran Bretagna, come al Royal Eisteddfod del 1828.
La Puzzi Toso interpretò il ruolo di Elisabetta nella difficile prima di Maria Stuarda di Donizetti al fianco di Maria Malibran e Ignazio Marini al Teatro alla Scala nel dicembre 1835, quando la parte, molto complessa di Elisabetta, fu ampiamente tagliata.
La sua carriera giunse al termine prematuramente quando, dopo un'esibizione, dovette attendere sotto la pioggia battente all'ingresso di un teatro di Londra e si prese un forte raffreddore che si sviluppò in febbre reumatica: non fu diagnosticata correttamente e impiegò molti mesi a superarla. Successivamente i Puzzi divennero maestri di canto e ospitarono molti concerti di celebrità (spesso accompagnati da Michele Costa) nel loro salone Piccadilly al 38 di Jermyn Street, ai quali presenziavano magnati della stampa, mecenati della nobiltà, ed altre personalità. Italo Gardoni fu tra gli artisti introdotti in questo modo da Parigi. Antonio Giuglini fu un pupillo di "Mamma" Puzzi, che lo proteggeva dalle donne predatrici e lo assisteva in alcune delle sue avventure.
I Puzzi avevano delle figlie, la terza delle quali, Fanny Puzzi, fu anche lei un'abile cantante. In seguito Giovanni Puzzi trascorse molto tempo in Italia per la sua salute, mentre la signora Puzzi rimase in Inghilterra come istruttrice di canto delle figlie della nobiltà.